# كلمنسي
الكَلَمَنسي أو الكَلَمُندين أو اللَّيم الفلبيني، أو الليمون الفلبيني، أو الليمون صغير الثمار المهجن (الاسم العلمي:Citrus × microcarpa) هو نوع هجين غير مؤكد من النباتات يتبع جنس الليمون من الفصيلة السذابية. ويعتبر هجين الحمضيات ومهم اقتصاديًا حيث يزرع في الغالب في الفلبين. موطنها الأصلي الفلبين وبورنيو وسولاويزي في جنوب شرق آسيا، وكذلك جنوب الصين وتايوان في شرق آسيا. يوجد الكَلَمَنسي في كل مكان في المطبخ الفلبيني التقليدي. يتم استخدامه في العديد من التوابل والمشروبات والأطباق والمخللات والمعلبات. يستخدم الكَلَمَنسي أيضًا كعنصر في المأكولات الماليزية والإندونيسية.
يعدّ الكَلَمَنسي هجين بين البرتقال الياباني (يُعتبر سابقًا ينتمي إلى جنس منفصل Fortunella) وأنواع أخرى من الحمضيات (في هذه الحالة على الأرجح برتقال المندرين).

## الوصف
الكَلَمَنسي، حمضيات x ميكروكاربا، هي شجيرة أو شجرة صغيرة تنمو حتى 3-6 م (9.8-19.7 قدم). يتميز النبات بزوائد تشبه الجناح على أعناق الأوراق وأزهار بيضاء أو أرجوانية. تشبه ثمار الكَلَمَنسي حبة ليم صغيرة مستديرة، يبلغ قطرها عادة 25-35 ملم (0.98-1.38 بوصة)، ولكن في بعض الأحيان يصل قطرها إلى 45 ملم (1.8 بوصة). اللب والعصير لونه كاللون البرتقالي لليوسفي وعندما ينضج يكون له قشر برتقالي رفيع جدًا. كل حبة فاكهة تحتوي على 8 إلى 12 بذرة.

### طفرة الترقيش

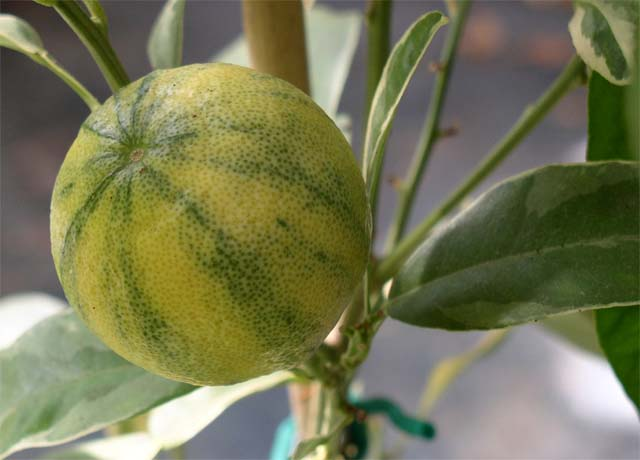
ثمرة كَلَمَنسي المرقش

هناك أيضًا طفرة ترقيش في الكَلَمَنسي العادي، تظهر خطوطًا خضراء على الفاكهة الصفراء.

## الاستخدام

### فنون الطهي

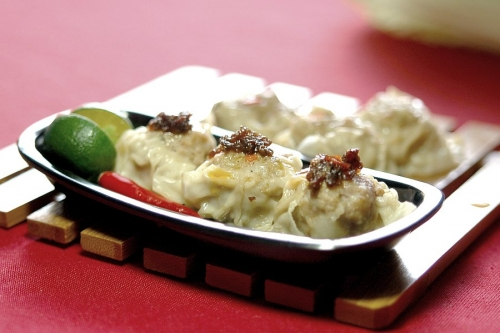
يستخدم الكَلَمَنسي في مرحلته الناضجة جزئيًا مع صلصة الصويا والخل و / أو الفلفل الحار كجزء من صلصة الغمس الأكثر انتشارًا في المطبخ الفلبيني، كما هو الحال في شوماي

الثمار حامضة وغالبًا ما تستخدم للمعلبات أو الطهي. تُعطي الكَلَمَنسي ثمارًا صغيرة من الحمضيات تُستخدم لتذوق الأطعمة والمشروبات. على الرغم من مظهرها الخارجي ورائحتها، إلا أن طعم الفاكهة نفسها لاذع للغاية، على الرغم من أن القشرة حلوة. يمكن صنع مربى كَلَمَنسي بنفس طريقة صنع مربى البرتقال. مثل غيره من ثمار الحمضيات، فإن الكَلَمَنسي غني بفيتامين سي.
يمكن تجميد الفاكهة بالكامل واستخدامها كمكعبات ثلج في المشروبات مثل الشاي والمشروبات الغازية والماء والكوكتيلات. يمكن استخدام العصير بدلاً من عصير الليم الفارسي الشائع (ويسمى أيضًا كلس الدب). يتم استخلاص العصير عن طريق سحق الفاكهة بأكملها، معطيًا مشروبًا لذيذًا شبيهًا بعصير الليمون. يمكن صنع الليكور من الفاكهة الكاملة مع الفودكا والسكر.

### الفلبين

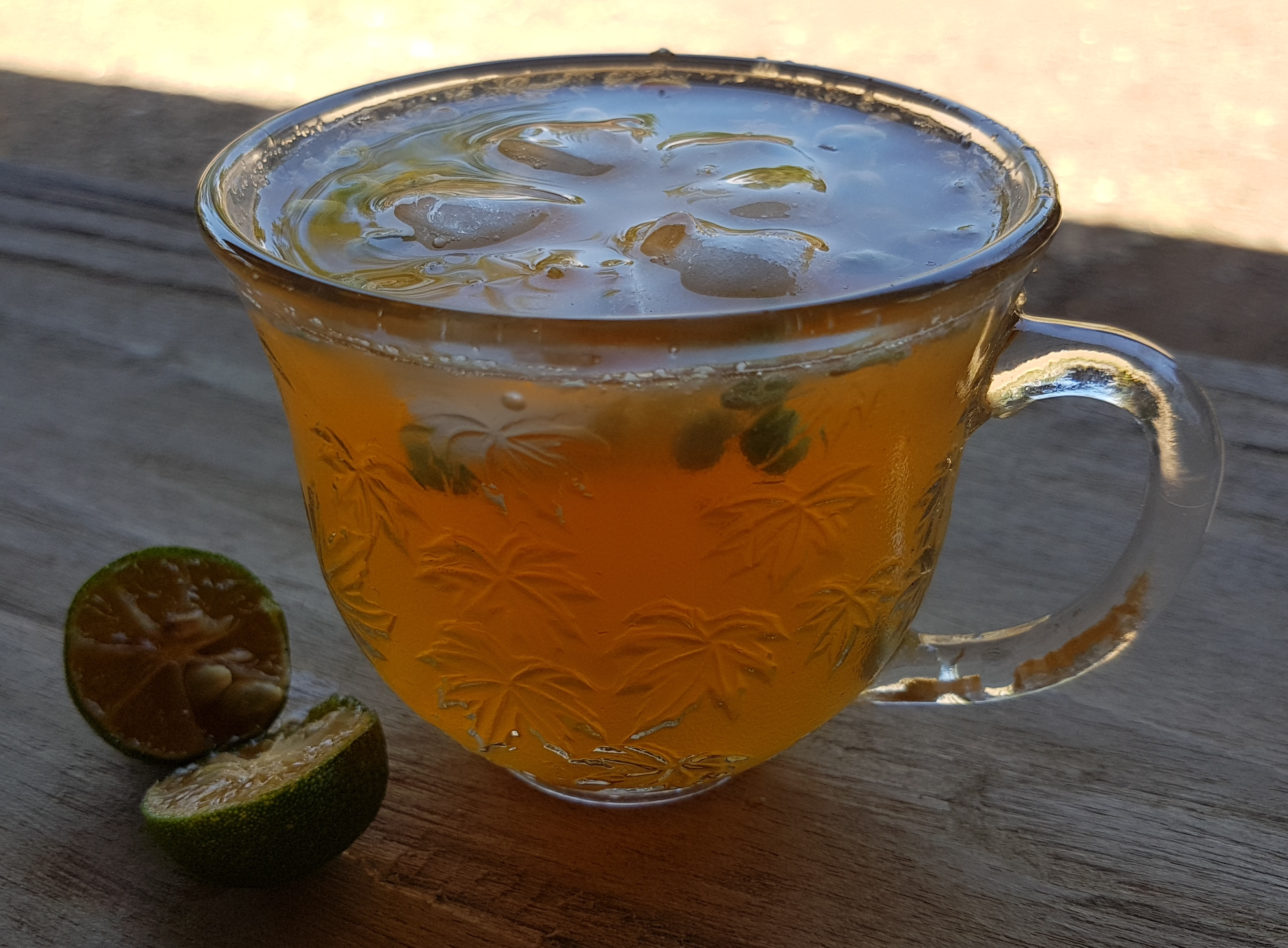
عصير كَلَمَنسي من الفلبين

في المأكولات الفلبينية، يتم استخدام العصير لتتبيل الأسماك والدجاوزيات ولحم الخنزير. كما أنها تستخدم كعنصر في الأطباق مثل سينيجانج (لحم حامض أو مرق المأكولات البحرية) وكينيلاو (سمك نيء منقوع في الخل و/أو عصائر الحمضيات). يستخدم بشكل شائع كتوابل في أطباق مثل بانسيت أو لوغاو، أو في سوسوان (غمس) عصير كَلَمَنسي وصلصة الصويا/صلصة السمك المستخدمة للأسماك، لفائف الربيع، الزلابية ومختلف الأطباق اللذيذة. كما أنها تستخدم في المشروبات المختلفة، لا سيما عصير كَلَمَنسي، وهو مشروب فلبيني مشابه لعصير الليمون.

### في مناطق أخرى

#### إندونيسيا
تُستخدم الفاكهة في الوصفات المحلية في شمال إندونيسيا، وخاصة حول منطقة سولاوسي الشمالية. يتم رش الأسماك وتتبيلها بالعصير قبل الطهي للقضاء على الرائحة «السمكية». Kuah asam («الحساء الحامض») هو مرق سمك إقليمي صافٍ مصنوع من عصير كَلَمَنسي.

#### فلوريدا

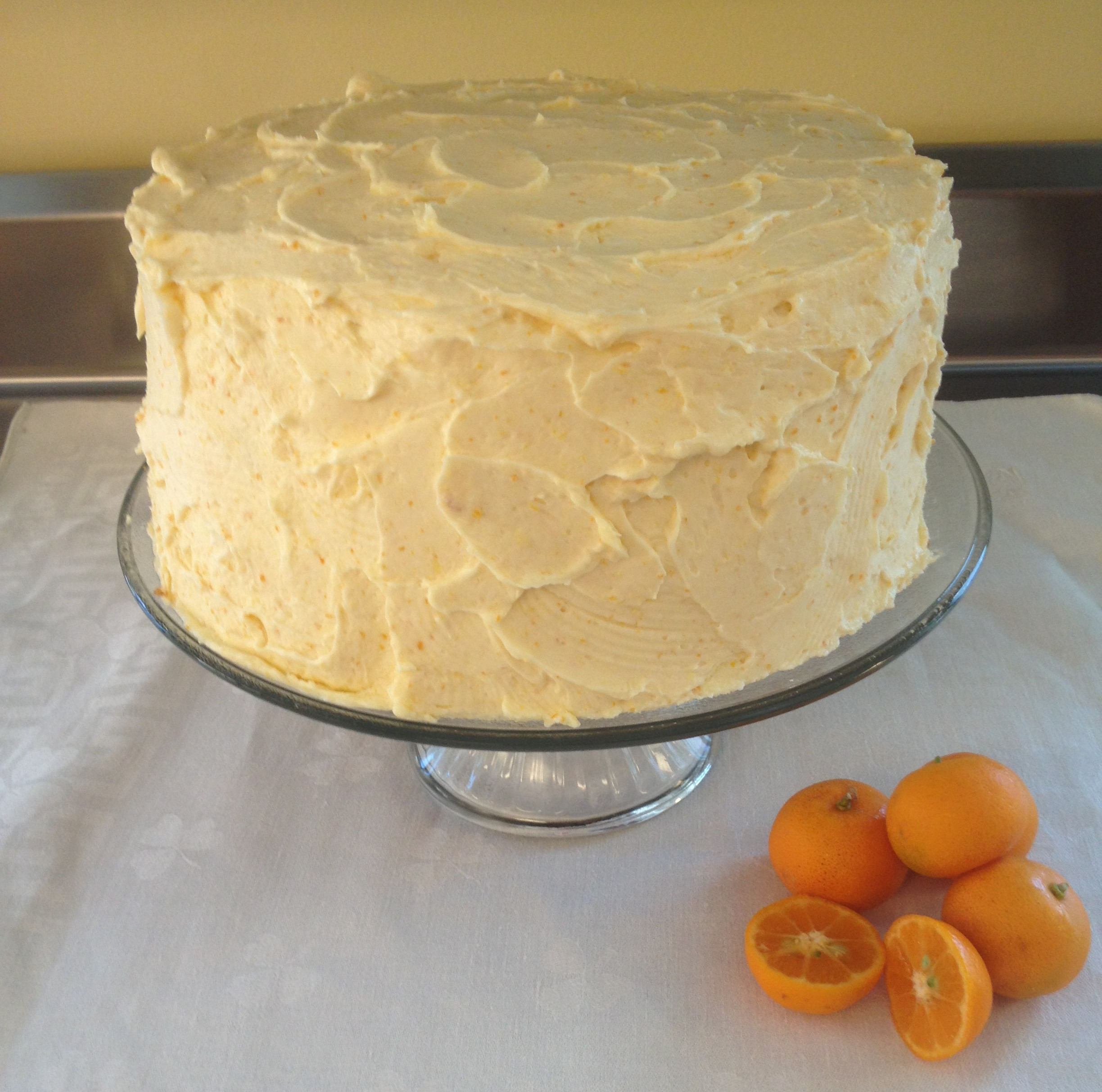
كعكة كَلَمُندين متجمدة من فلوريدا

في فلوريدا، يتم استخدام الفاكهة في شكلها الناضج تمامًا مع مظهر نكهة أكثر نضجًا من الإصدار غير الناضج. لاحظ المتذوقون عناصر من المشمش واليوسفي والليمون والأناناس والجوافة. القشرة رقيقة جدًا لدرجة أنه يجب قطع كل فاكهة يدويًا من الشجرة لتجنب التمزق. يمكن استخدام الفاكهة كاملة مطروحًا منها السيقان والبذور. يتم معالجتها يدويًا وهرسها أو عصرها واستخدامها في العديد من المنتجات مثل كعكة الكَلَمُندين والكولي والمربى. يمكن تجفيف القشور واستخدامها كنكهات ذواقة بالملح والسكر. كانت الفاكهة شائعة لدى طهاة فلوريدا في شكل كعكة من عشرينيات القرن الماضي إلى خمسينيات القرن الماضي.
غالبًا ما يستخدم سكان فلوريدا الذين لديهم كَلَمَنسي في الفناء العصير في الصيف المتنوع من عصير الليمون أو الليمونادة، كما ذكرنا سابقًا، ويترك حامضًا قليلاً، فإنه يقطع العطش بالنكهة المميزة؛ كما يمكن استخدامه في الأسماك والمأكولات البحرية، أو في أي مكان يتم فيه استخدام أي حمضيات حامضة أخرى.

## الزراعة

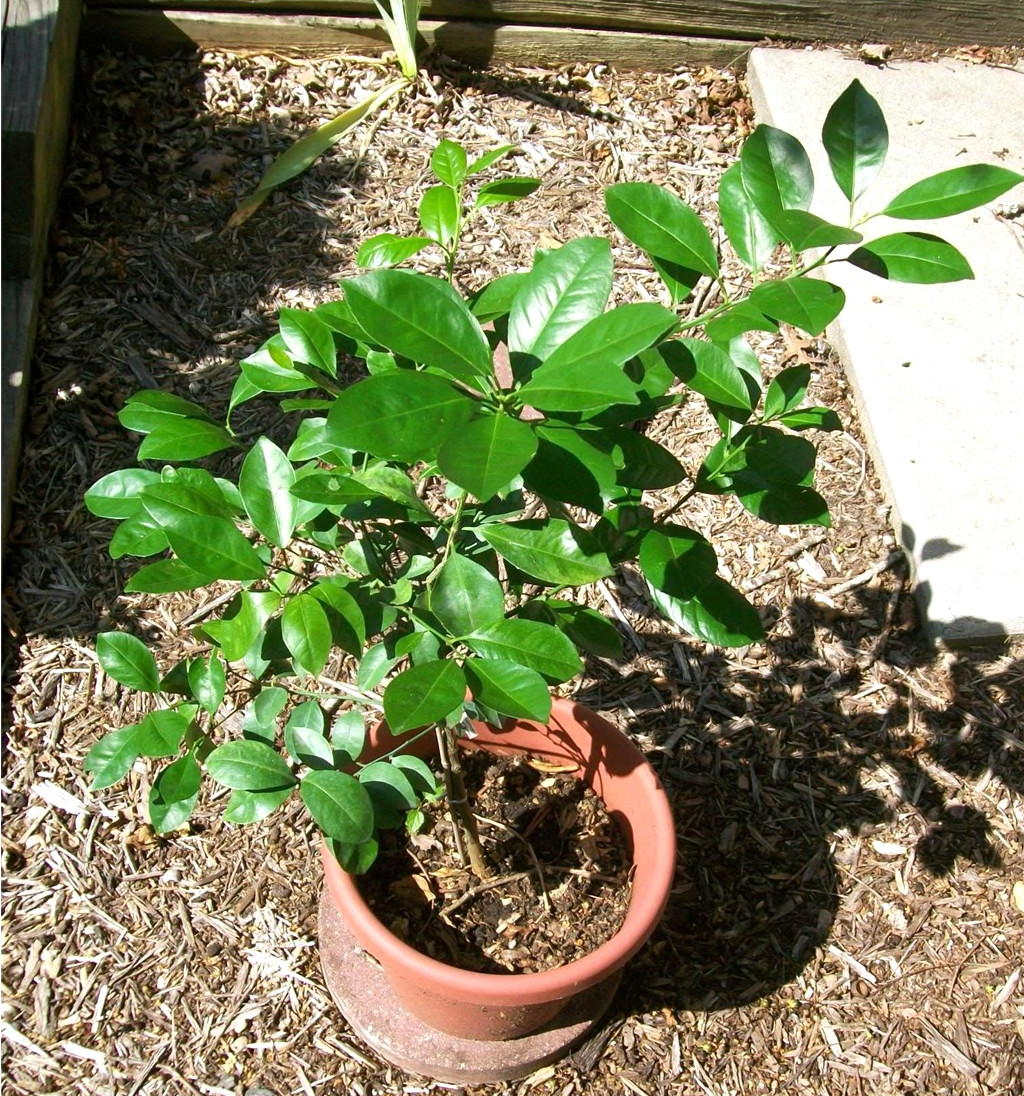
شتلة كَلَمَنسي مزروعة

الفلبين هي المنتج الرئيسي الوحيد للكَلَمَنسي. يُزرع بشكل أساسي من أجل مستخلصات العصير التي يتم تصديرها إلى الولايات المتحدة واليابان وكوريا الجنوبية وكندا وهونغ كونغ وغيرها. تصدّر الفلبين ما بين 160000 و 190000 طن متري من عصير كَلَمَنسي كل عام. تشمل مراكز الإنتاج الرئيسية منطقة ميماروبا، ووسط لوزون، وشبه جزيرة زامبوانجا. انتشرت زراعته من الفلبين في جميع أنحاء جنوب شرق آسيا والهند وهاواي وجزر الهند الغربية وأمريكا الوسطى والشمالية، وإن كان ذلك على نطاق ضيق فقط.
في المناطق شبه الاستوائية وأجزاء من أمريكا الشمالية المعتدلة الدافئة، يزرع الكَلَمَنسي في المقام الأول كنبات للزينة في الحدائق، وفي الأواني وحدائق الحاويات على الشرفات والباحات. يكون النبات جذابًا بشكل خاص عند وجود الثمار.
النبات حساس للبرودة الطويلة و/ أو الشديدة، وبالتالي فهو محدود في الهواء الطلق للأجزاء الاستوائية وشبه الاستوائية والأجزاء الدافئة من المناخات المعتدلة (مثل السهل الساحلي لجنوب شرق الولايات المتحدة (مناطق وزارة الزراعة الأمريكية 8 ب - 11)، أجزاء كاليفورنيا وجنوب أريزونا وجنوب تكساس وهاواي). يتم جلب النباتات المحفوظة بوعاء إلى دفيئة أو حديقة شتوية أو في الداخل كنبات منزلي خلال فترات الشتاء في المناطق ذات المناخ البارد.
في الزراعة داخل المملكة المتحدة، حصل هذا النبات على جائزة الجمعية الملكية البستانية لجائزة الاستحقاق للحدائق (تم تأكيده في عام 2017).

## روابط خارجية
- الكَلَمُندين – الفاكهة الأكثر تنوعًا نسخة محفوظة 19 يونيو 2011 على موقع واي باك مشين.